# Făurești (okręg Marmarosz)
Făurești – wieś w Rumunii, w okręgu Marmarosz, w gminie Copalnic-Mănăștur. W 2011 roku liczyła 819 mieszkańców.